# Acacia homalophylla
Acacia homalophylla é uma espécie de leguminosa do gênero Acacia, pertencente à família Fabaceae.